# Stenopsyche coreana
Stenopsyche coreana är en nattsländeart som först beskrevs av Shinji Kuwayama 1930.  Stenopsyche coreana ingår i släktet Stenopsyche och familjen Stenopsychidae. Inga underarter finns listade i Catalogue of Life.